# Bahily János
Bahily János (Ján Bahýľ) (Nagyszalatna, 1856. május 25. – Pozsony, 1916. március 13.) szlovák származású mérnök, tervező és feltaláló. Repüléstechnikai úttörő, a helikopter egyik korai feltalálója. 1895. augusztus 13-án szabadalmazták az általa tervezett helikoptert.

## Élete
1856. május 25-én született Nagyszalatnán. A zólyomi gimnáziumban, később a selmecbányai bányászati akadémián tanult, rendkívül tehetségesnek tartották. Losoncon és Komáromban katonai szolgálatot teljesített. Már ekkoriban több szabadalmat, újítást adott be. Építőmérnökként dolgozott Pétervárott, Lengyelország akkori osztrák részén (Krakkóban), Galíciában és 1895-ig Dalmáciában (Raguzában).
1892-ben megnősült, ekkor Pozsonyba költözött. Számos javaslatot tett a tüzérségi technológia és a vasúti közlekedés fejlesztésére. 1894-ben kidolgozta egy emberi erővel működtetett helikopter tervét. 
1901-től fejlesztette az AVION elnevezésű légi járművét. A szabadalmaztatott helikopterét Marschall Antal kocsigyárában szerelték össze. A szerkezetet – továbbra is folyamatosan fejlesztve –  1905-ig többször kipróbálták. Az 1905. május 5-én Pozsonyban végrehajtott kísérlet során a helikopter 4 méter magasságba emelkedett fel, és 1500 méter megtételére volt képes. Bahily 1906-ban egy újabb helikopter-szabadalmat nyújtott be, ennek eredményéről, további sorsáról nincs információ. 1895 és 1914 között a Martin légiforgalmi szervezetnek volt az elnöke.
Bahily János 1916. március 13-án hunyt el, hamvai Pozsonyban nyugszanak.

## Szabadalmai

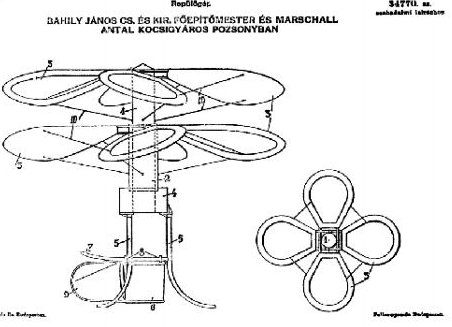
Bahily helikopter-légcsavarjának műszaki rajza

17 katonai és egyéb műszaki szabadalmat kapott, például:
- benzinmotorral hajtott helikopter
- léggömb lég turbina
- gőz meghajtású harckocsi
- kocsi kapcsolóberendezések
- a felvonó találmánya a Pozsonyi várban
- Marschall Antallal együtt építették az első benzines motorral rendelkező járművet a Felvidéken
- tűzhelybetét a jobb üzemanyag-hatékonyság érdekében
- szabadalom a szennyvízcsatorna-hálózat villamosenergia-előállításhoz történő felhasználására

## Emlékezete

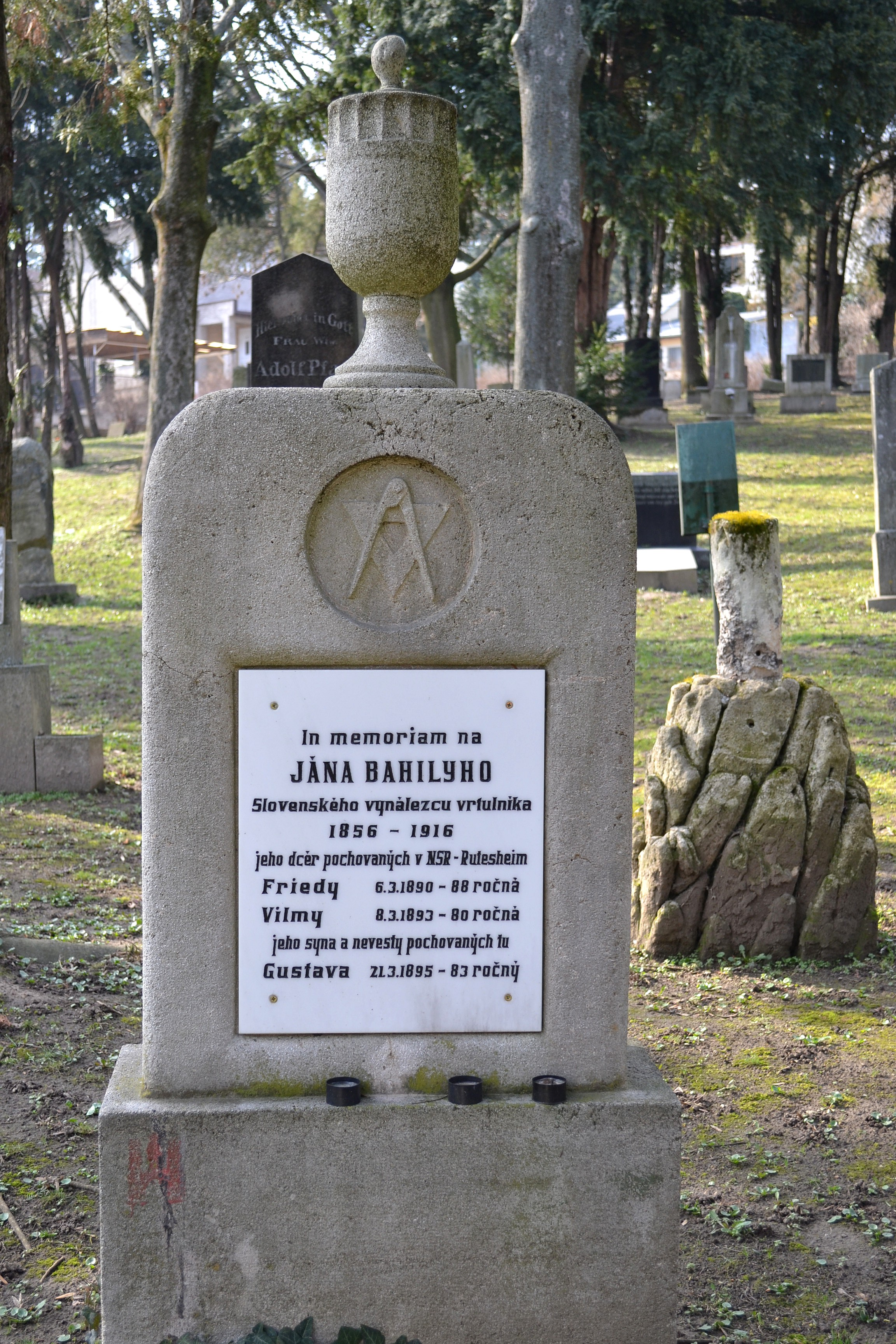
A feltaláló sírköve

- 1978-ban dokumentumfilmet készítettek a munkásságáról.
- 1995-ben Szlovákiában a Személyiségek sorozat részeként megjelent a Ján Bahýľ alkalmi postai bélyeg.
- A Szlovák Szabadalmi és Védjegyhivatal (IPO SR) 1999-től kétévente adja át a Ján Bahýľ-díjat a rendkívüli találmányokért.
- A 2000 májusában Peter Kušnirák szlovák csillagász által felfedezett astreroidát (26640 Bahýľ) róla nevezték el.
- Sírköve Pozsonyban a Kecskekapui temetőben 2006-ban került megújításra.
- 2017-ben a Nemzetközi Műanyag Modellerek Társasága modell-kiállításán Martin Mikulas aranyfokozatot ért el Bahily János „Avion” 1905–1906 modelljével.[4]